# Aphis caroliboerneri
Aphis caroliboerneri är en insektsart. Aphis caroliboerneri ingår i släktet Aphis och familjen långrörsbladlöss. Inga underarter finns listade i Catalogue of Life.